# Stephen Fox
Sir Stephen Fox (27. března 1627, Farley, Anglie – 28. října 1716, Farley, Anglie) byl anglický politik a finančník. Za vlády několika panovníků zastával vysoké funkce ve finanční správě, byl dlouholetým generálním intendantem armády (1661–1676). Stál u zrodu politicky významné dynastie Foxů, řada jeho potomků se uplatnila ve státní správě, armádě nebo diplomacii, významnou osobností byl Charles James Fox. V 18. století ve dvou liniích získali Foxové peerské tituly, současným představitelem rodu je Robin Maurice Fox-Strangways, 10. hrabě z Ilchesteru (* 1942).

## Kariéra
Pocházel z drobné statkářské rodiny v hrabství Wiltshire, jeho otcem byl William Fox. V patnácti letech vstoupil do služeb hraběte z Northumberlandu, poté se zúčastnil občanské války na straně Karla I. Později byl u exilového dvora finančním správcem dvora Karla II., v roce 1660 byl prostředníkem mezi Karlem II. a generálem Monckem. Po obnovení monarchie byl dlouholetým členem Dolní sněmovny (1661–1679, 1685–1687, 1699–1702 a 1714-1716), v parlamentu zastupoval město Salisbury, za které pak byli poslanci i další členové rodu Foxů. Jako ekonomický odborník zastával také vysoké státní úřady bez ohledu na politické změny, byl generálním intendantem armády (1661–1676 a 1679–1680) a lordem pokladu (1679–1684, 1687–689, 1690–1696 a 1698–1702).
V roce 1665 byl povýšen do šlechtického stavu, v roce 1685 mu Jakub II. nabídl povýšení na peera pod podmínkou přestupu na katolickou víru, což Fox odmítl. Své postavení si udržel i po nástupu Viléma Oranžského. Zastával řadu správních funkcí v různých hrabstvích, byl smírčím soudcem v Middlesexu a Westminsteru, v letech 1682–1685 také soudcem v Bostonu. Díky dlouholeté službě ve státní správě značně zbohatl, ale na rozdíl od mnoha svých současníků se nedopouštěl korupce. Angažoval se také v charitě a vznik královské nemocnice v Chelsea podpořil darem ve výši 13 000 liber.

## Rodina
Byl dvakrát ženat a z obou manželství měl celkem deset dětí. Dcera Jane († 1721) z prvního manželství byla manželkou 4. hraběte z Northamptonu a tetou premiéra Spencera Comptona, další dcera Elizabeth (1654–1681) byla manželkou prvního lorda admirality 3. barona Cornwallise. Syn Charles (1659-1713) byl dlouholetým poslancem a po otci převzal úřad generálního intendanta armády (1682–1685). Pokračování rodu zajistili synové z druhého manželství, Stephen Fox, 1. hrabě z Ilchesteru (1704–1776), a Henry Fox, 1. baron Holland (1705-1774).